# U9規格

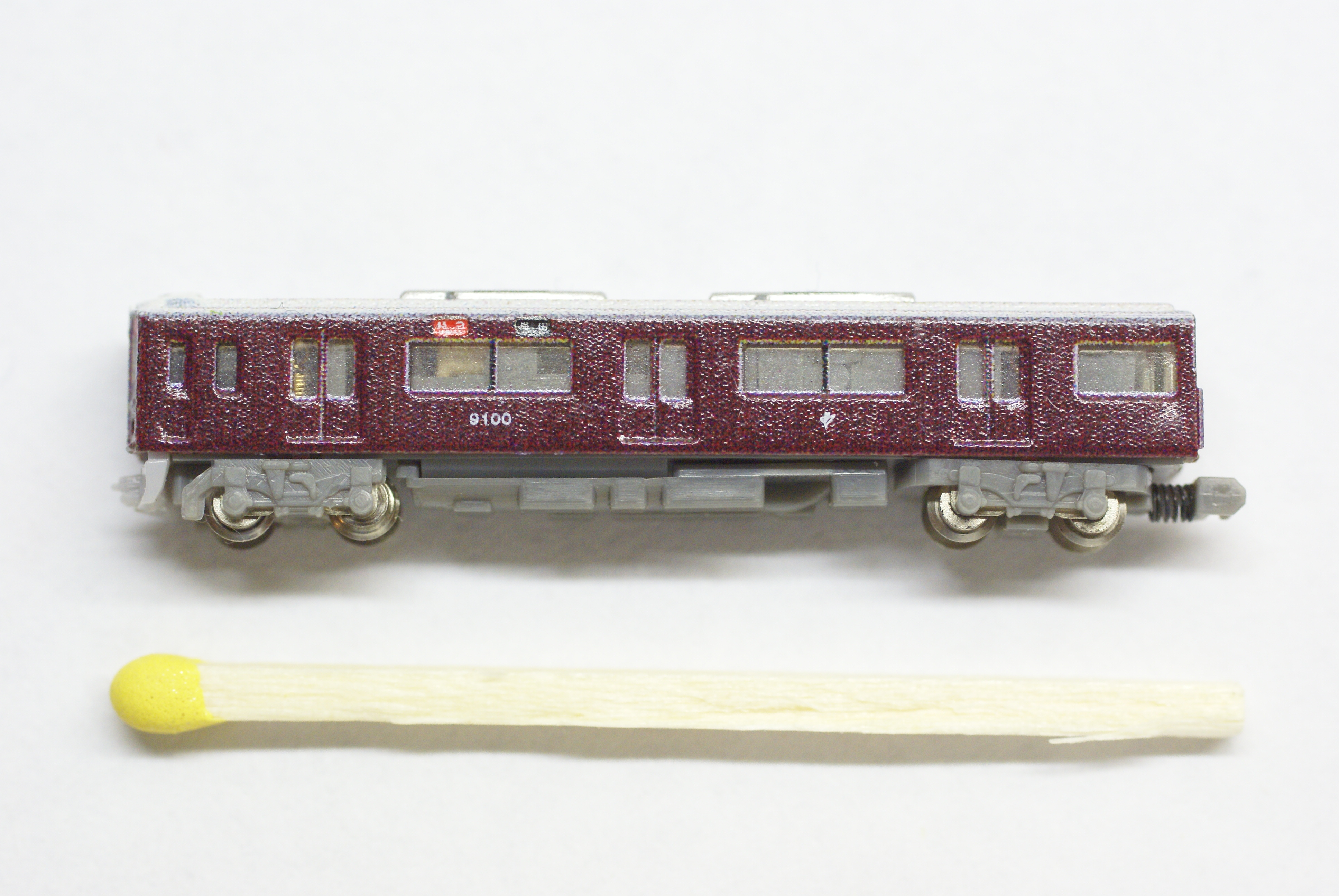
マッチ棒と同サイズのTゲージの車両

U9規格は鉄道模型の分野で軌間が9mm未満の鉄道模型を規格と称して呼ぶ愛称。Under 9mmに由来する。インターネットを中心に使われている用語である。一時期、規格の乱立により、存続が危ぶまれたが近年では鉄道模型における一分野として定着しつつある。

## U9規格という言葉が生まれるまで
古くから鉄道模型の小型化は国内外の一部の愛好家の間で取り組まれて来た。
20世紀の日本において、軌間9mm未満の鉄道模型は、鉄道模型特有のレールの既製品がZゲージを除いて存在しないため、一部愛好家の手作りで作られている状態だった。
無動力の物は以前から森永やカバヤ等から食玩で供給されていたが、実際に動力走行する物の量産は皆無に近かった。
また、これらのものはいずれも鉄道車両の玩具であり、車両・線路・ストラクチャーがシステム化されたものではなかった。
しかし2005年以降、アキア（現：プラスアップ）、から「ZJゲージ」、東京マルイからPROZが発売され、栄進堂から「Tゲージ」が発表される等、徐々に活気を帯びつつある。
これらの商品が市場に台頭しだした2006年前半頃から、これらの軌間9mm未満の鉄道模型を「U9規格」と愛称で呼ぶ流れがインターネットを中心に登場した。

## U9規格とされる製品

### Zゲージ準拠のもの
- Zゲージ - 直流二線式
- ZJゲージ - 直流二線式

当初、国際的な規格に準拠した1/220と狭軌を再現するために1/200があったが現在では事実上1/220に統一されている。

### Tゲージ
軌間3mm、1/450スケールの鉄道模型で、由来は「Three」の先頭の文字であるTから命名された。2006年7月に開催された東京おもちゃショーで発表された。乱立気味のU9規格において、現在の技術力において量産化できる最小の鉄道模型と考えられる。
試作品は光造型技術を駆使して作られた状態で走行性能は約30年前のNゲージのようにモーターの唸りを上げて走る。日本からこのような世界最小の鉄道模型が量産化されるのはモーター、歯車等、精密加工技術の裾野が広い為だと考えられる。
現在は栄進堂が試作品を発表した段階で、2007年の国際鉄道模型コンベンションでの架線柱等のストラクチャーの先行販売と、小学館の通信販売で販売され,2008年から本格的に販売が始まった。
2008年、山万株式会社が1/700サイズのユーカリが丘タウン内にTゲージで可動する山万ユーカリが丘線を再現するジオラマを作成。2008年8月現在、モデルルーム「ユーカリが丘街ギャラリー」内にて展示公開されている。
海外でも愛好家の間で話題になるなど注目されている。

## 背景
鉄道模型の歴史は小型化、細密化の歴史と言っても過言ではないくらい時代を経るに従い小型化、細密化が進展した。
古くから鉄道模型の小型化のニーズは根強くあり、一部の愛好家の間で細々と製作されていたが、メルクリンのZゲージ等、一部を除き、いずれも商業化に至るものではなかった。低コストで安定したモータの供給や高精度の生産技術がネックになっていた。（一般的に小型化すればそれに応じて高精度が求められる）
近年の普及の背景には小型モータをはじめとする精密加工技術の進展が挙げられる。精密加工技術が普及するに従い、モータや射出成型による精密部品が低コストで安定的に供給されつつあり、生産技術革新の成果を取り込んで普及しつつある。

## U9規格の課題
一方、多種多様な規格が乱立する事により消費者の混乱を招き、パイの奪い合い、共倒れの懸念も生じつつある。それぞれのシリーズ、規格に一長一短があり、どの規格が今後、普及するかは予断を許さない状況にある。
ただ、過去Zゲージ製品の車両の供給が事実上メルクリン一社に留まっていることや日本市場における高価な価格設定でZゲージの市場が限定的なものになっている例を持ち出すまでも無く、1社だけでの展開には自ずと限界があるのは明白であり、今後、規格の公開、及び他社の参入、互換性の確保がこれらの規格の普及の課題となる。
初期の商品の供給形態がブラインド式パッケージ販売が多いのも特徴の一つであり、これらの商品が鉄道模型システムの一要素としてよりも鉄道車両の玩具としての性格が強いことを表していると言える。
走行安定性に関しても課題がある。スケールが1/2になると体積は1/8になる為、同じ素材を使用している場合、重量は1/8になる。その為、小型化すればする程、相対的にレールとの摩擦力が減る為、牽引力の確保が難しくなる。カーブやポイント通過時に脱線しやすくなり、登り勾配でスリップしやすくなる。
脱線対策としてフランジを高くする事や、ライオネルのマグネトラクションのように磁石でレールを吸引する等の対策が解決策として必要になる。

## その後の経緯
当初、複数のU9規格が乱立し、その後選別、淘汰され、現在では事実上軌間6.5mmのZゲージ準拠の製品のみが市場に流通している。
また縮尺も当初は1/200と1/220があり、互換性の確保等を危惧する声もあり、また一部の新規参入メーカーでは1/200での参入を検討する動きもあったが、現在では一部の組み立てキットを除き、完成品は事実上1/220に統一されている。